# Solanum phlomoides
Solanum phlomoides är en potatisväxtart som beskrevs av Allan Cunningham och George Bentham. Solanum phlomoides ingår i släktet skattor som ingår i familjen potatisväxter. Inga underarter finns listade i Catalogue of Life.